# Ливада (община Струга)
Вижте пояснителната страница за други значения на Ливада.
Ливада (на македонска литературна норма: Ливада; на албански: Livadhia) е село в Северна Македония, в община Струга.

## География
Селото е разположено в Стружкото поле, на левия бряг на Сатеска.

## История
В ΧΙΧ век Ливада е село в Охридска каза на Османската империя. В „Етнография на вилаетите Адрианопол, Монастир и Салоника“, издадена в Константинопол в 1878 година и отразяваща статистиката на населението от 1873 година, Ливада (Livada) е посочено като село с 20 домакинства, като жителите му са 68 българи. Според Васил Кънчов в 90-те години Ливада чифлик има 5 къщи българи. Според статистиката му („Македония. Етнография и статистика“) в 1900 година Ливада има 90 жители българи християни.
На Етнографската карта на Битолския вилает на Картографския институт в София от 1901 година Ливада е чисто българско село в Охридската каза на Битолския санджак с 10 къщи.
Цялото християнско население на селото е под върховенството на Българската екзархия. По данни на секретаря на екзархията Димитър Мишев („La Macédoine et sa Population Chrétienne“) в 1905 година в Ливада има 24 българи екзархисти.
Според преброяването от 2002 година селото има 1485 жители.
| Националност     | Всичко |
| северномакедонци | 1      |
| албанци          | 1388   |
| турци            | 0      |
| роми             | 0      |
| власи            | 0      |
| сърби            | 0      |
| бошняци          | 0      |
| други            | 96     |

## Личности
Родени в Ливада
- Азис Положани (р. 1957), учен медик и политик от Северна Македония, министър
- Алириза Лога (1947 – 2000), политик от Република Македония
- Артим Шакири (р. 1973), футболист от Северна Македония
- Зиядин Села (р. 1972), политик от Северна Македония, кмет на община Струга
- Лиман Положани (р. 1935), просветен деец и политик от Социалистическа Северна Македония